# 1984 en Irlande
Chronologie de l'Irlande
- 1980
- 1981
- 1982
- 1983
- 1984
- 1985
- 1986
- 1987
- 1988

## Événements

### Politique
- 10 janvier : Décès à l'âge de 94 ans de Seán MacEntee, membre fondateur du Fianna Fáil et ancien Tánaiste, dernier survivant du premier Dáil.
- 18 juin: Élection générale irlandaise de 1984.
- 18 juin : élections européennes de 1984 en Irlande.
- 2 août : le neuvième amendement de la Constitution d'Irlande, approuvé par référendum le 14 juin, est promulgué ; il étend le droit de vote aux élections au Dáil Éireann (la chambre basse du parlement) à certains non-citoyens irlandais.

### Irlande du Nord
- 14 mars : Gerry Adams député britannique et membre du Sinn Féin est blessé par balle à Belfast.
- 12 octobre : Un attentat à la bombe perpétré par l'IRA provisoire tue 5 personnes au Grand Hotel à Brighton pendant l'assemblée du Parti Conservateur britannique.

### Sport
- Les Shamrock Rovers remportent le Championnat d'Irlande de football 1983-1984.
- Kerry GAA remporte le Championnat d'Irlande de football gaélique.
- Cork GAA remporte le Championnat d'Irlande de hurling.

### Autres
- 23 juillet : Le DART est mis en service entre Howth et Bray.